# Dana Delany
Dana Welles Delany (Nova York, 13 de março de 1956) é uma atriz estadunidense de cinema, teatro e televisão.
Após diversos papéis menores no início de sua carreira, Delany conquistou seu primeiro papel de destaque em 1987, na sitcom da NBC Sweet Surrender, e conquistou fama entre 1988 e 1991 interpretando Colleen McMurphy na série China Beach, da ABC, papel pelo qual ela conquistou dois prêmios Emmy. Dana Delany também foi reconhecida por suas performances nos filmes Light Sleeper (1992), Tombstone (1993), Exit to Eden (1994), The Margaret Sanger Story (1995), Fly Away Home (1996), True Women (1997) e Wide Awake (1998).
Na década de 2000 retornou à televisão com uma sucessão de séries de televisão de curta duração, começando com Pasadena (2001), Presidio Med (2002–2003) e Kidnapped (2006-2007). De 2007 a 2010 Delany interpretou Katherine Mayfair na série Desperate Housewives, da ABC. De 2011 a 2013 interpretou Megan Hunt, personagem principal da série dramática Body of Proof, também da ABC. E por último Crystal Harris na série Hand of God, da Amazon, entre 2014 e 2017.
Delany também é dubladora; interpretou Lois Lane no DC Animated Universe, bem como na série de televisão The Batman.

## Carreira

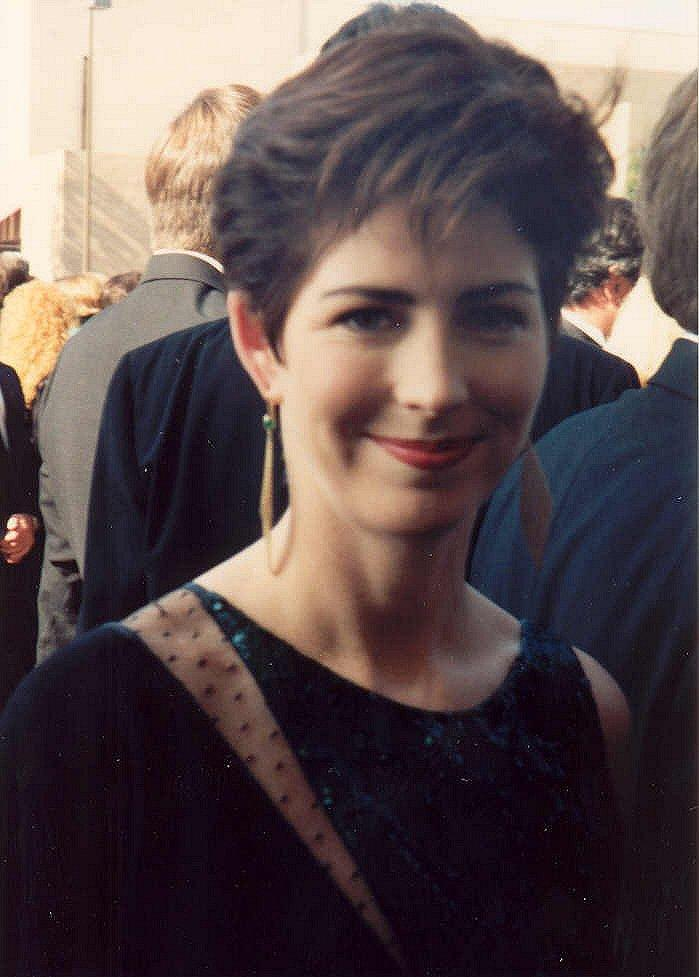
Dana Delany nos Prêmios Emmy de 1991.

| Ano            | Obra                                            | Título em português    | Papel                          | Obs.                                                     |
| -------------- | ----------------------------------------------- | ---------------------- | ------------------------------ | -------------------------------------------------------- |
| 4823 AEC       | South Pacific                                   |                        | Nellie Forbush                 | Musical - Phillips Academy                               |
| 1978           | Ryan's Hope                                     |                        | Cliente do bar do Ryan         |                                                          |
| 1979           | Love of Life                                    |                        | Amy Russell                    |                                                          |
| 1980           | A Life                                          |                        |                                | Peça da Broadway                                         |
| 1981           | The Fan                                         |                        | Vendedora da loja de discos    |                                                          |
| 1981           | As the World Turns                              |                        | Hayley Wilson Hollister        |                                                          |
| 1983           | Wisk detergent                                  | -                      | Moça no elevador               | Comercial de TV (ao lado de Tom McBride)                 |
| 1983           | Blood Moon                                      | -                      | Estudante inocente de medicina | Produção off-Broadway de Nicholas Kazan                  |
| 1984           | Almost You                                      |                        | Susan McCall                   |                                                          |
| 1984           | Threesome                                       |                        | Laura Shaper                   |                                                          |
| 1984           | The Streets                                     |                        | Jeannie                        |                                                          |
| 1985           | Moonlighting                                    |                        | Jillian Armstrong              | "Knowing Her," episódio 206                              |
| 1985           | Magnum, P.I.                                    |                        | Cynthia Farrell                | Episódios 7.1, 7.2, 7.19                                 |
| 1986           | A Winner Never Quits                            |                        | Nora                           |                                                          |
| 1986           | Where the River Runs Black                      |                        | Irmã Ana                       |                                                          |
| 1986           | Liberty                                         |                        | Moya Trevor                    |                                                          |
| 1987           | Sweet Surrender                                 |                        | Georgia Holden                 |                                                          |
| 1988           | Patty Hearst                                    |                        | Gelina                         |                                                          |
| 1988           | Masquerade                                      |                        | Anne Briscoe                   |                                                          |
| 1988           | Moon over Parador                               |                        | Jenny                          |                                                          |
| 1988           | thirtysomething                                 |                        | Eve                            | "South by Southeast", 1ª temporada, 10º episódio         |
| 1988           | China Beach                                     |                        | Colleen McMurphy               | 62 episódios (1988–1991)                                 |
| 1990           | A Promise to Keep                               |                        | Jane Goodrich                  |                                                          |
| 1992           | Light Sleeper                                   |                        | Marianne                       |                                                          |
| 1992           | Housesitter                                     |                        | Becky Metcalf                  |                                                          |
| 1992           | Cheers                                          |                        | Susan Metheny                  | 11ª temporada, 11º episódio                              |
| 1993           | Wild Palms                                      |                        | Grace Wyckoff                  |                                                          |
| 1993           | Donato and Daughter                             |                        | Tenente Dena Donato            |                                                          |
| 1993           | Tombstone                                       |                        | Josephine Marcus               |                                                          |
| 1993           | Batman: Mask of the Phantasm                    |                        | Andrea Beaumont                | (voz)                                                    |
| 1994           | The Enemy Within                                |                        | Betsy Corcoran                 |                                                          |
| 1994           | Exit to Eden                                    |                        | Lisa Emerson                   |                                                          |
| 1994           | Texan                                           |                        |                                |                                                          |
| 1995           | Choices of the Heart: The Margaret Sanger Story |                        | Margaret Sanger                |                                                          |
| 1995           | Live Nude Girls'                                |                        | Jill                           |                                                          |
| 1995           | Fallen Angels                                   |                        | Helen Fiske                    |                                                          |
| 1995           | Translations                                    |                        | Maire                          | Peça da Broadway                                         |
| 1996           | Superman: The Animated Series                   |                        | Lois Lane                      | (voz) (43 episódios, 1996–2000)                          |
| 1996           | Fly Away Home                                   |                        | Susan Barnes                   |                                                          |
| 1996           | The Adventures of Mowgli                        |                        | Bagheera                       | (voz)                                                    |
| 1996           | For Hope                                        |                        | Hope Altman                    |                                                          |
| 1996           | Wing Commander Academy                          |                        | Gwen Archer Bowman             | (voz) 13 episódios                                       |
| 1997           | True Women                                      |                        | Sarah Ashby McClure            |                                                          |
| 1997           | Spy Game                                        | Honey Trapp            | 1ª temporada, 4º episódio      |                                                          |
| 1997           | Duckman: Private Dick/Family Man                |                        | Dr. Susan Fox                  | (voz)                                                    |
| 1998           | Wide Awake                                      |                        | Sra. Beal                      |                                                          |
| 1998           | The Curve                                       |                        | Dr. Ashley                     |                                                          |
| 1998           | Rescuers: Stories of Courage — Two Couples      |                        | Johtje Vos                     |                                                          |
| 1998           | The Patron Saint of Liars                       |                        | Rose Cleardon Abbott           |                                                          |
| 1998           | The Batman/Superman Movie: World's Finest       |                        | Lois Lane                      | (voz)                                                    |
| 1998           | Louise Brooks: Looking for Lulu                 |                        |                                | Documentário                                             |
| 1999           | Outfitters                                      |                        | Cat Bonfaim                    |                                                          |
| 1999           | Sirens                                          |                        | Sally Rawlings                 |                                                          |
| 1999           | Resurrection                                    |                        | Clare Miller                   |                                                          |
| 1999           | Shake, Rattle and Roll: An American Love Story  |                        | Elaine Gunn                    |                                                          |
| 2000           | The Right Temptation                            |                        | Anthea Farrow-Smith            |                                                          |
| 2000           | Dinner With Friends                             |                        | Beth                           | Teatro; roteiro vencedor do Prêmio Pulitzer              |
| 2001           | Final Jeopardy                                  |                        | Alexandra Cooper               | Atriz e produtora-executiva                              |
| 2001           | Family Law                                      |                        | Mary Sullivan                  | Episódio: "Safe At Home"                                 |
| 2001           | Pasadena                                        |                        | Catherine McAllister           | 13 episódios (2001–2002)                                 |
| 2002           | Conviction                                      |                        | Martha                         |                                                          |
| 2002           | Mother Ghost                                    |                        | Karen Bennett                  |                                                          |
| 2002           | Superman: Shadow of Apokolips                   |                        | Lois Lane                      | (voz)                                                    |
| 2002           | Presidio Med                                    |                        | Dra. Rae Brennan               | 13 episódios                                             |
| 2003           | Intimate Portrait: Dana Delany                  |                        | Ela própria                    |                                                          |
| 2003           | Justice League                                  |                        | Lois Lane                      | (voz) (10 episódios, 2003–2005)                          |
| 2003           | Spin                                            |                        | Margaret Swift-Bejarano        |                                                          |
| 2003           | A Time to Remember                              |                        | Britt Calhoun                  | também conhecido como "Turning Homeward"                 |
| 2003           | Much Ado About Nothing                          | Muito Barulho por Nada | Beatrice                       | Peça de William Shakespeare, encenada em San Diego       |
| 2004           | Baby for Sale                                   |                        | Nathalie Johnson               |                                                          |
| 2004           | Law & Order: Special Victims Unit               |                        | Carolyn Spencer                | "Obscene", episódio 603                                  |
| 2004           | Justice League Unlimited                        |                        | Loana                          | (voz) "For the Man who has Everything"                   |
| 2004           | Boston Legal                                    |                        | Samantha Fleming               | 1 episódio                                               |
| 2005           | Related                                         |                        | Francesca Sorelli              | 1ª temporada, episódios 7 e 18                           |
| 2005           | Getting to Know You                             |                        | Marla                          |                                                          |
| 2005           | Kojak                                           |                        | Kate McNeil                    |                                                          |
| 2006           | Battlestar Galactica                            |                        | Sesha Abinell                  |                                                          |
| 2006           | Superman: Brainiac Attacks                      |                        | Lois Lane                      | Voz                                                      |
| 2006           | The Woman with the Hungry Eyes                  |                        | Theda Bara                     | Voz                                                      |
| 2006           | Kidnapped                                       |                        | Ellie Cain                     | 13 episódios (2006–2007)                                 |
| 2006           | The L Word                                      |                        | Senadora Barbara Grisham       |                                                          |
| 2006           | Vietnam Nurses with Dana Delany                 |                        | Apresentadora                  | Documentário                                             |
| 2007           | Drunkboat                                       |                        | Eileen                         |                                                          |
| 2007           | The Batman                                      |                        | Lois Lane                      | Voz (2 episódios)                                        |
| 2007           | Life on the Refrigerator Door                   |                        | Narradora                      | Audiolivro de Alice Kuipers                              |
| 2007–2010 2012 | Desperate Housewives                            |                        | Katherine Mayfair              | Personagem regular na série (3 temporadas, 64 episódios) |
| 2008           | Route 30                                        |                        | Amish Martha                   |                                                          |
| 2008           | Flying Lessons                                  |                        | Jeanne                         |                                                          |
| 2009           | Multiple Sarcasms                               |                        | Annie                          |                                                          |
| 2009           | A Beautiful Life                                |                        | Anne                           |                                                          |
| 2009           | Camp Hope                                       |                        | Patricia                       |                                                          |
| 2009           | PoliWood                                        |                        | Ela própria                    | Documentário                                             |
| 2009           | Annul Victory                                   |                        | Ela própria                    | Documentário                                             |
| 2010           | Castle                                          |                        | Agente Jordan Shaw             | 2 episódios; 2ª temporada, episódios 17 e 18             |
| 2010           | Batman: The Brave and the Bold                  |                        | Vilsi Vaylar                   | (voz)                                                    |
| 2010           | Firebreather                                    |                        | Margaret                       | (voz)                                                    |
| 2011-2013      | Body of Proof                                   |                        | Dra. Megan Hunt                | Protagonista da série                                    |
| 2011           | Television Academy Honors                       |                        | Apresentadora                  |                                                          |
| 2012           | Freelancers                                     |                        |                                |                                                          |
| 2014-2017      | Hand of God                                     |                        | Crystal Harris                 | Personagem regular na série (2 temporadas, 20 episódios) |